# Grande Rue (Boulogne-sur-Mer)

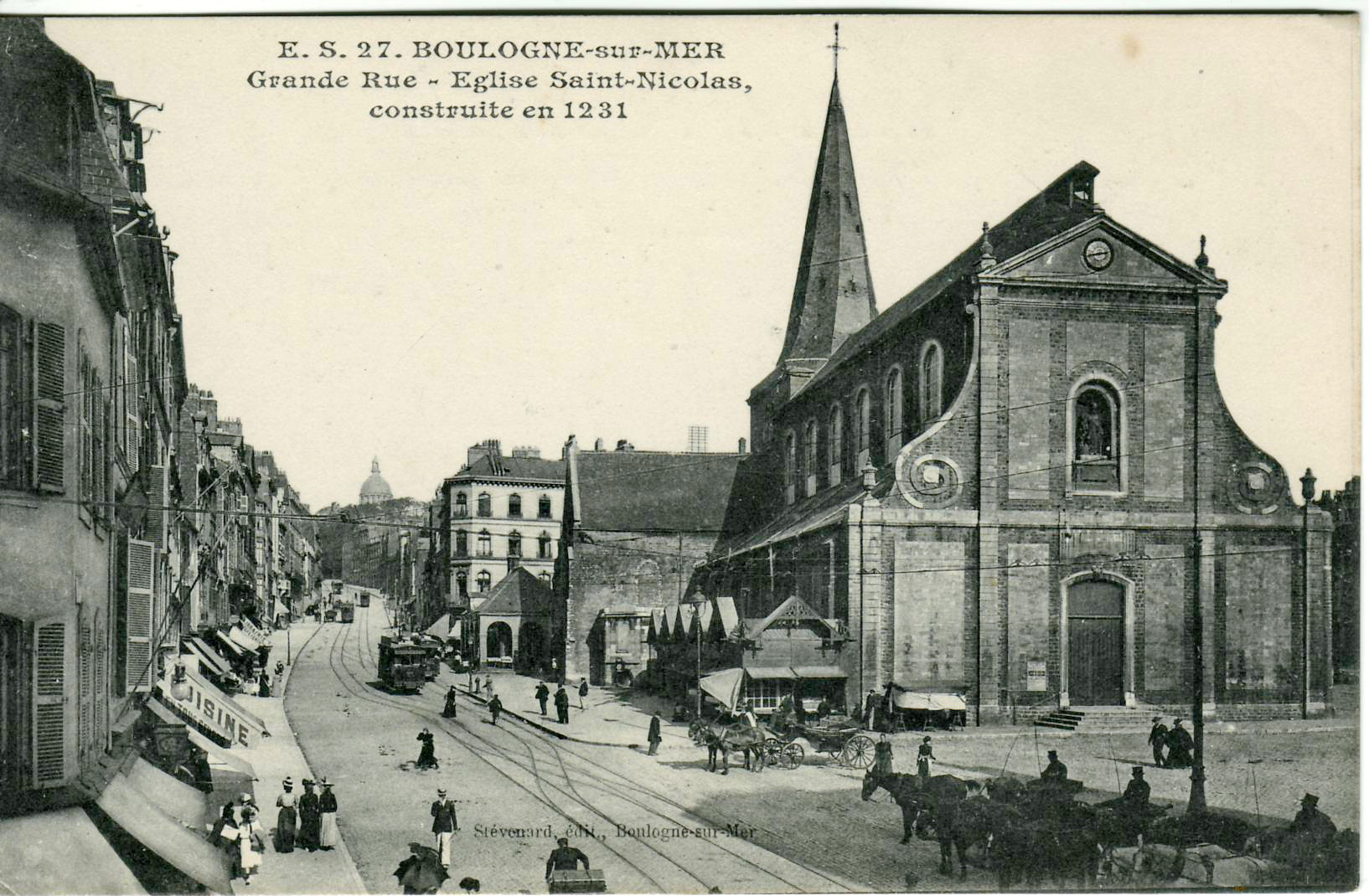
Die Église Saint-Nicolas an der Grande Rue zu Beginn des 20. Jahrhunderts

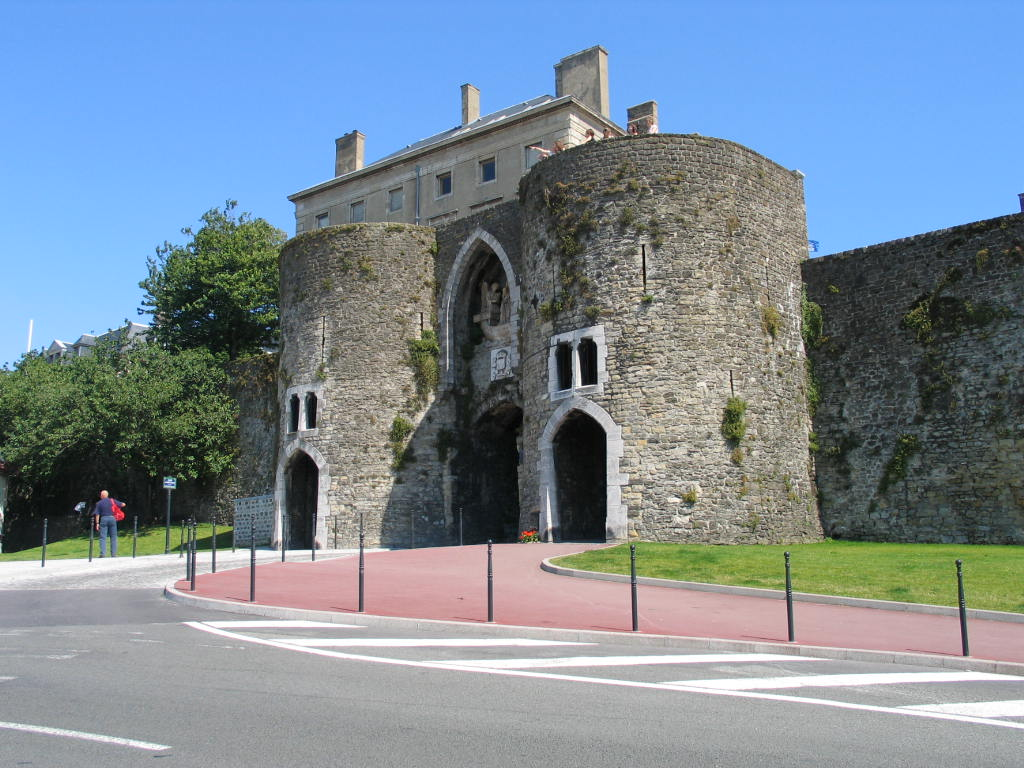
La Porte des Dunes

Die Grande Rue ist eine Straße in Boulogne-sur-Mer, die besonders in ihrem Anfangsabschnitt eine Vielzahl von Geschäften und Lokalitäten beherbergt.

## Lage und Verlauf
Die Straße beginnt etwa 250 Meter östlich des Hafens, mit dem sie durch die dazwischen verlaufende Rue de la Lampe verbunden ist. An der Kreuzung mit der nordwestlich verlaufenden Rue Victor-Hugo und der zunächst in südöstlicher Richtung verlaufenden Rue Nationale geht die  Rue de la Lampe de facto in die Grande Rue über, die bis zur Porte des Dunes bergauf in nordöstlicher Richtung verläuft, bevor sie sich in ihrem letzten Abschnitt nach Norden wendet und bergab zum Boulevard Auguste Mariette führt, wo sie ebenso endet wie die von Westen kommende Rue Félix Adam.

## Besondere Gebäude und Anwohner
Auf der rechten Seite der Grande Rue öffnet sich zwischen den Nummern 16 und 18 die Place Dalton, auf der sich die – direkt an der Grande Rue entlang verlaufende – Église  Saint-Nicolas (mit Eingang unter Nummer 3 der Place Dalton) befindet.
Unter Nummer 113 befindet sich die Casa San Martin. In diesem Haus lebte der argentinische Volksheld José de San Martín, der Argentinien, Chile und Peru von der spanischen Kolonialmacht befreite, von 1848 bis zu seinem Tod am 17. August 1850. Das Haus beherbergt heute das ihm gewidmete Musée du Libertador San Martin.
Von der Casa San Martin sind es noch etwa einhundert Meter bis zur Porte des Dunes, an der die bisher bergauf in nordöstlicher Richtung verlaufende Grande Rue geradewegs nach Norden abbiegt und auf ihrem letzten Abschnitt von etwa fünfzig Metern Länge zwischen zwei Parkanlagen bergab führt und am Boulevard Auguste Mariette endet.
Vermutlich lebte zu Beginn der 1840er Jahre die Familie Busson du Maurier in der Grande Rue.